# Sacco e Vanzetti (Ucraina)
Sacco e Vanzetti (in ucraino Са́кко і Ванце́тті? e in russo Са́кко и Ванце́тти?), talvolta traslitterato come Sakko i Vancetti,  è un villaggio ucraino facente parte della comunità territoriale (hromada) della città di Soledar, nel distretto di Bachmut. 

## Storia e demografia
Situata a circa 86 km a nord-nord-est dal centro di Donec'k, capoluogo dell'oblast' a cui appartiene, Sacco e Vanzetti fu così battezzato ai tempi della Repubblica Socialista Sovietica Ucraina in onore di Ferdinando Nicola Sacco e Bartolomeo Vanzetti, due attivisti e anarchici italiani emigrati negli Stati Uniti d'America e lì ingiustamente condannati alla pena di morte nel 1927. Si ritiene che, utilizzando ed esaltando la figura dei due come quella di due proletari e rivoluzionari ingiustamente condannati, la propaganda sovietica volesse alimentare i sentimenti antiamericani; nella realtà, infatti, negli stessi anni le strutture penali sovietiche braccarono e condannarono decine di anarchici clandestini.
Stando al censimento svolto in URSS nel 1989, Sacco e Vanzetti aveva una popolazione di 19 persone, 12 uomini e 7 donne, che nel 2001, anno del primo censimento effettuato in Ucraina dalla sua indipendenza, erano scese a un totale di 3. 
Durante l'invasione russa dell'Ucraina iniziata nel 2022, il villaggio ha rappresentato, con il suo snodo stradale, un obiettivo strategico di relativa importanza nell'ambito della Battaglia di Bachmut. Il 1º febbraio 2023 Evgenij Prigožin, fondatore e proprietario del Gruppo Wagner, annunciava alla Tass la presa di Sacco e Vanzetti da parte dei russi, pubblicando anche una fotografia con l'unica casa rimasta in piedi del villaggio, mentre il successivo 18 maggio il villaggio ritornava in mano ucraina.